# ساخت‌گرایی (معماری)
ساخت‌گرایی یا کانستراکتیویسم (به انگلیسی: Constructivism) شیوه‌ای از معماری مدرن است که در اتحاد جماهیر شوروی در دهه ۲۰ میلادی و اوایل دهه ۳۰ شکوفا شد. در این شیوه، بر نمایاندن و برجسته کردن شکل‌های هندسی و انتزاعی و خطوط رابط و اجزای سازنده تأکید می‌شود.
ساخت‌گرایی جنبشی است که پس از سال ۱۹۱۷ در مسکو، نخست در زمینهٔ مجسمه‌سازی، پاگرفت، و در معماری کاربرد گسترده‌ای یافت. در این جنبش، تأثیرگذاری ساخت اساس طراحی ساختمان بود و بر قطعات کارکردی ماشین تأکید خاصی می‌شد. مشهورترین نمونهٔ آن پروژهٔ تاتلین به یادبود انترناسیونال سوم در مسکو (۱۹۲۰) است.
این سبک معماری فناوری پیشرفته و مهندسی را با اهداف آشکار کمونیسم اجتماعی ترکیب نموده‌است. اگر چه بعدها به چندین شاخه رقیب تقسیم شد، اما این جنبش مولد بسیاری از پروژه‌های پیشگام بود و البته در سال ۱۹۳۲ محبوبیت خود را از دست داد. گرچه اثرات آن در تحولات بعدی در معماری مشخص شده‌اند.

## نگارخانه

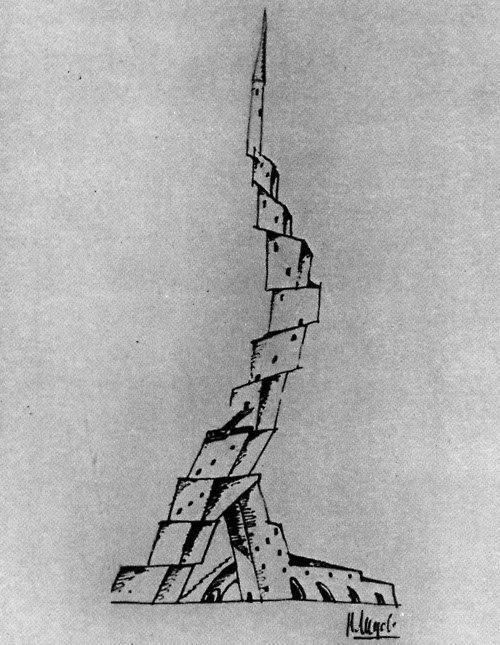
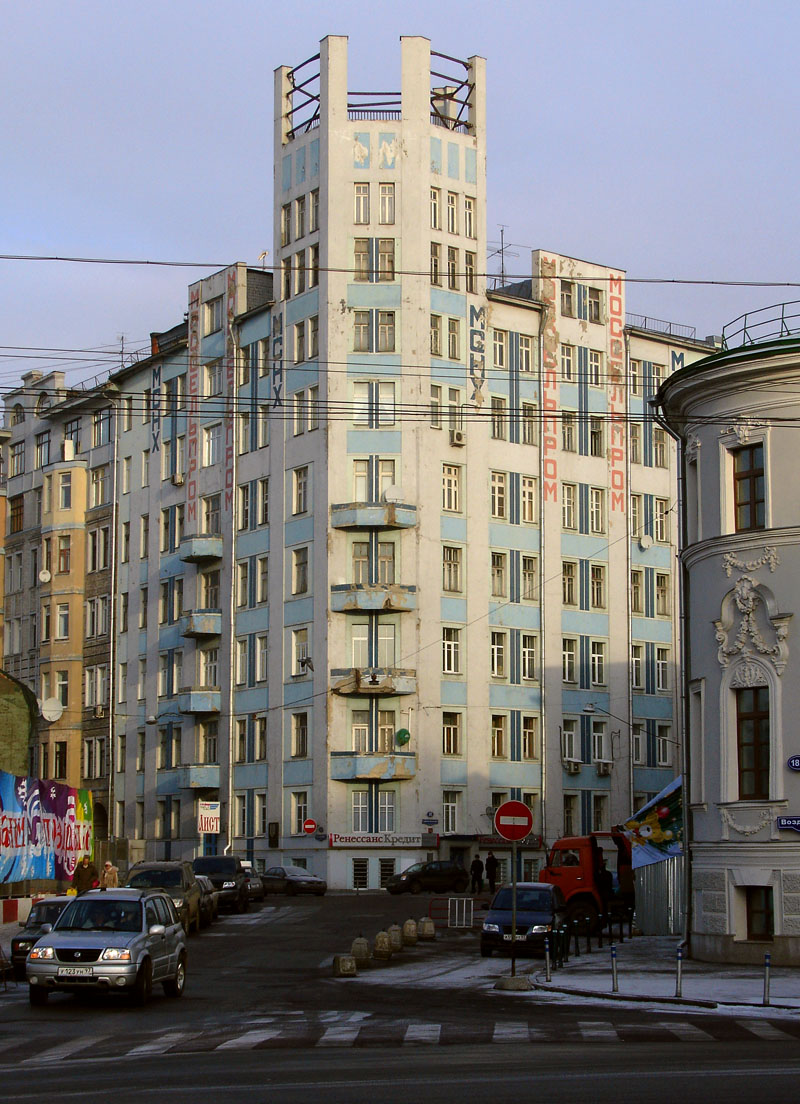
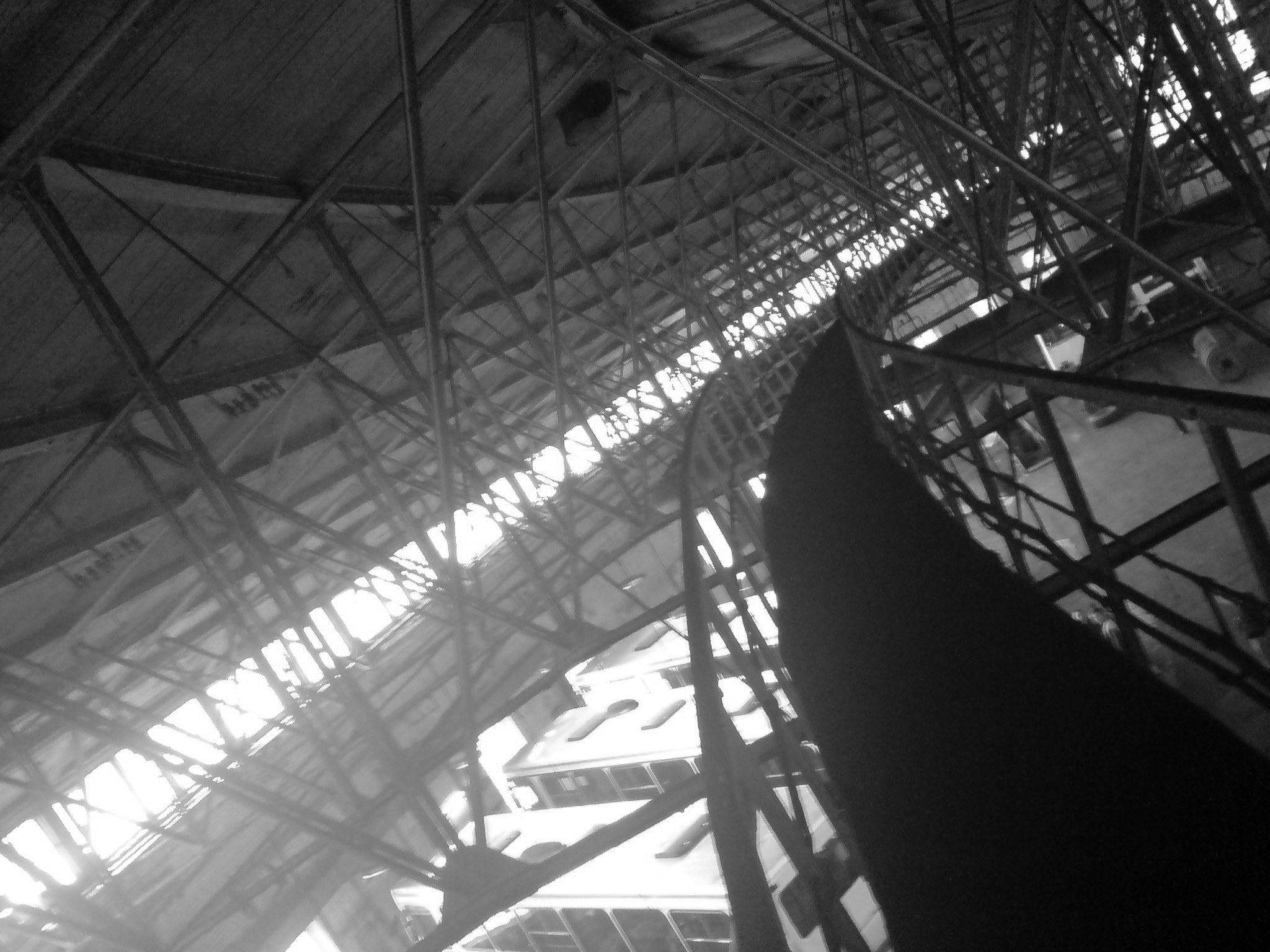
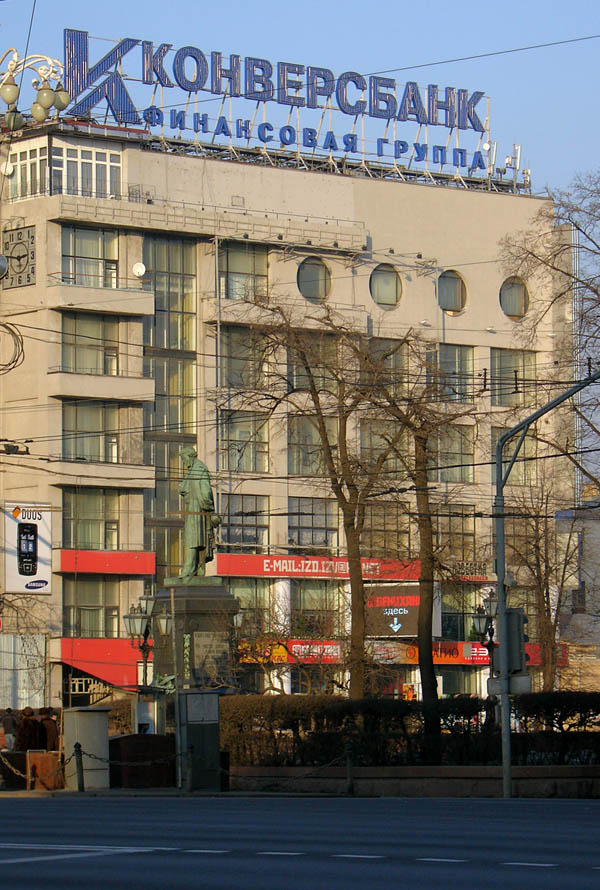
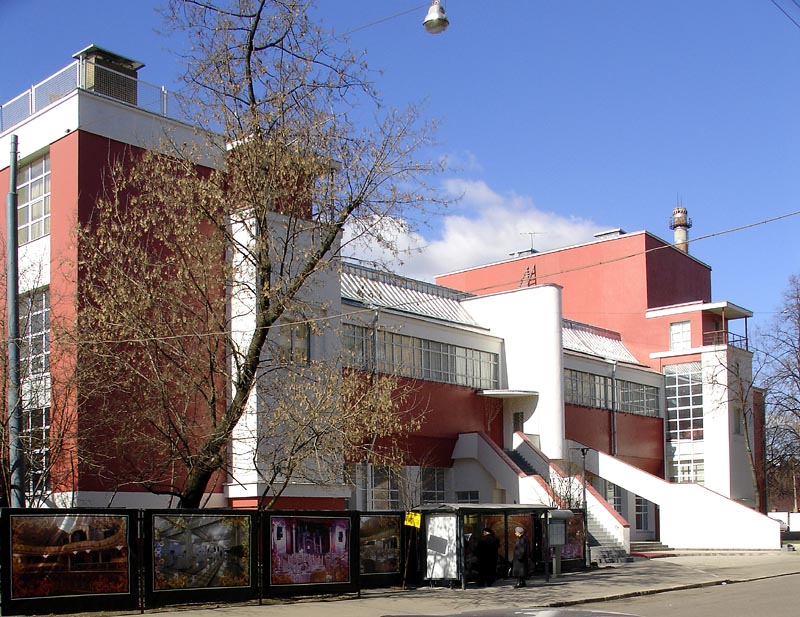
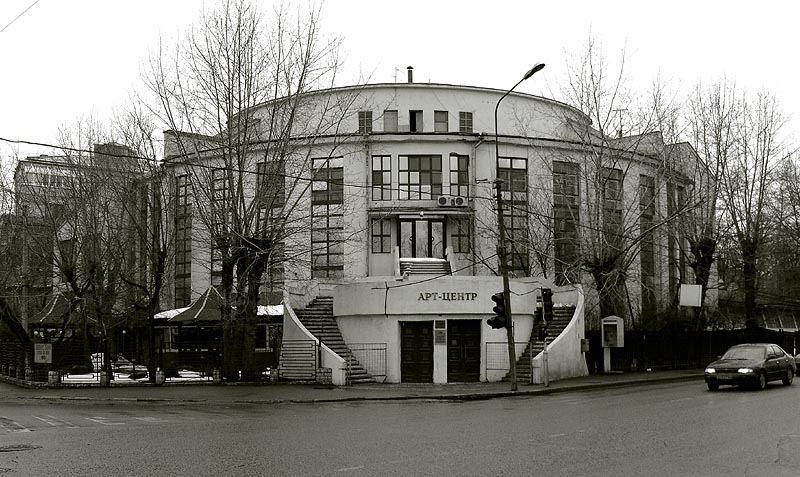
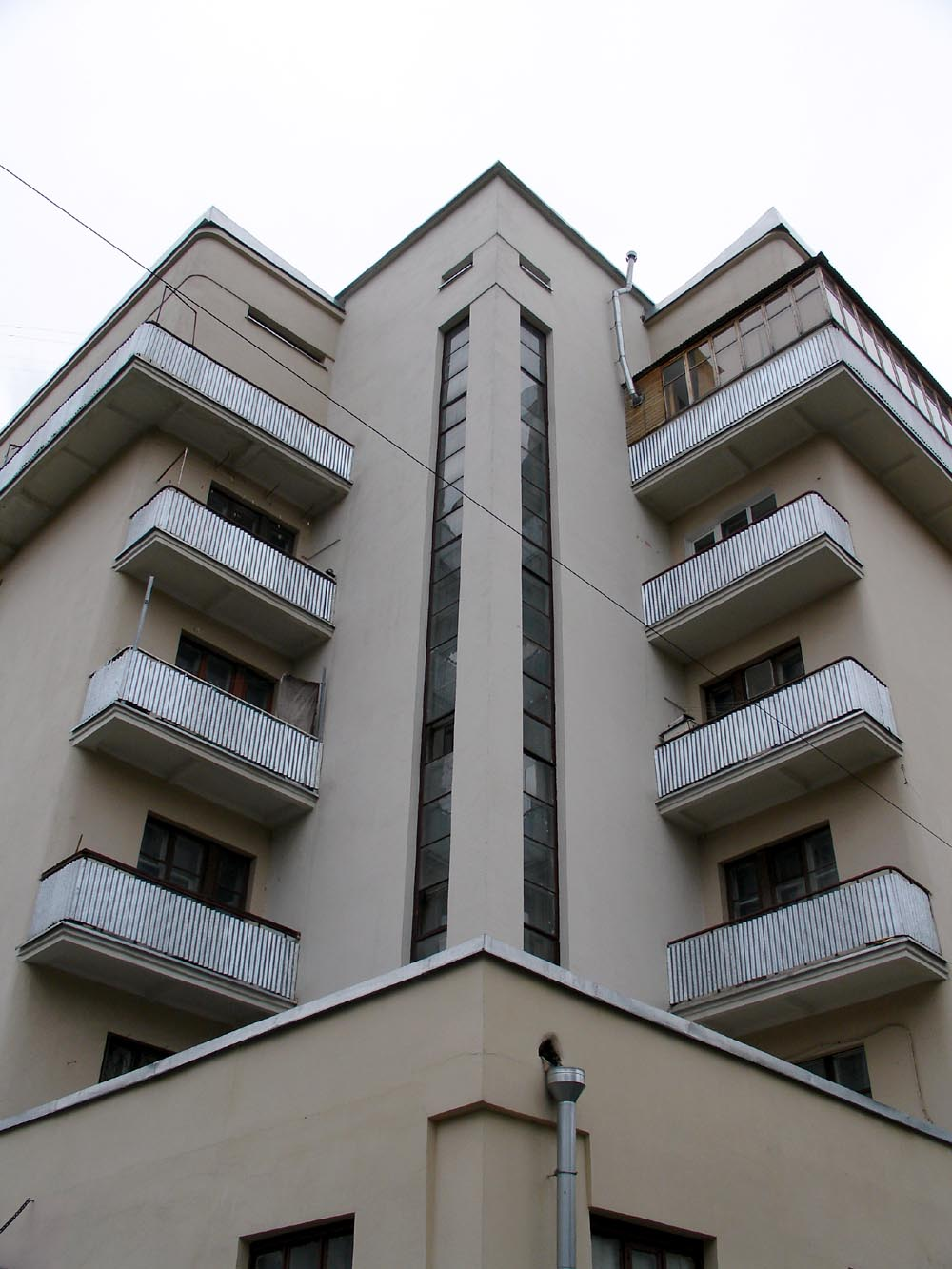
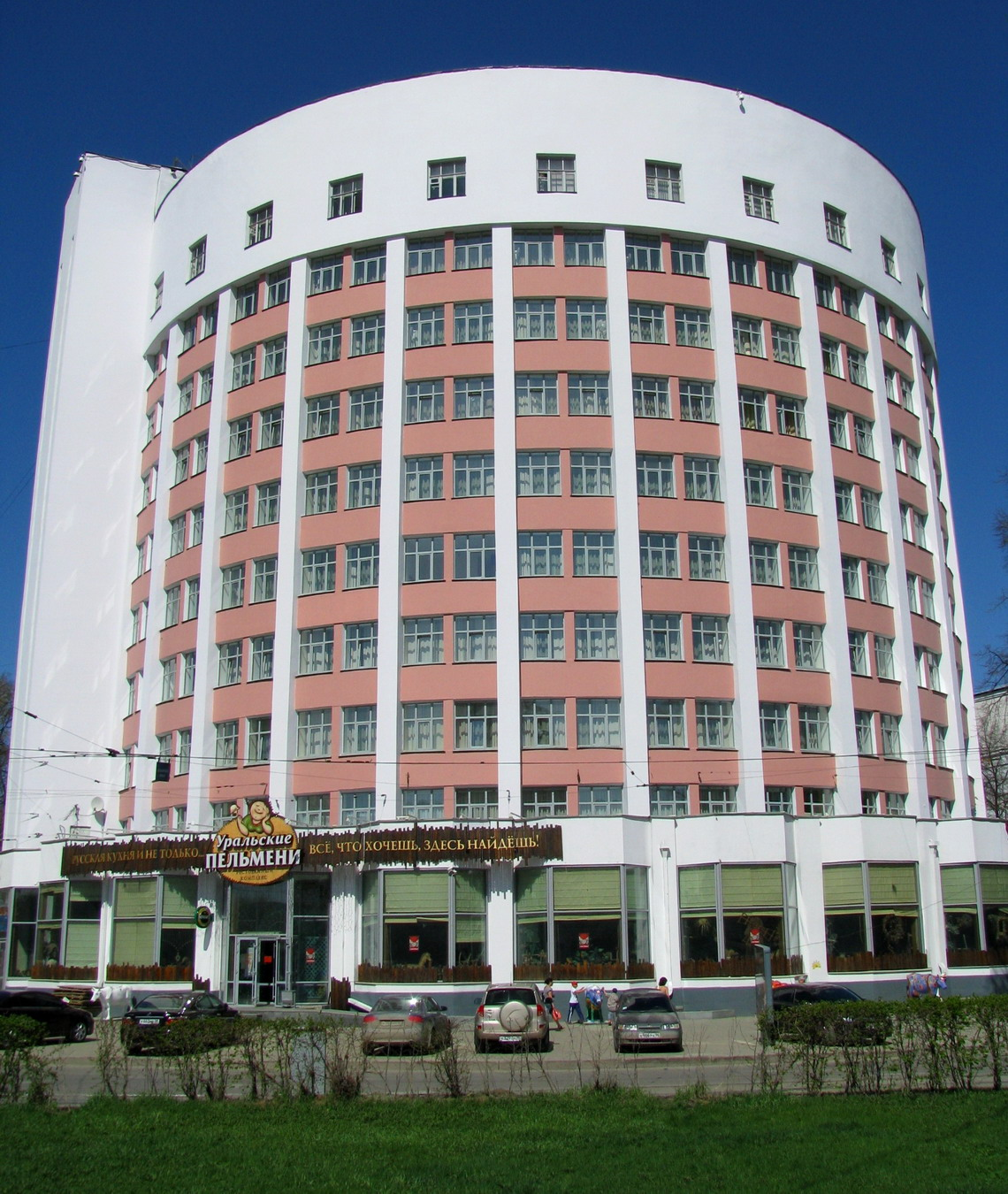
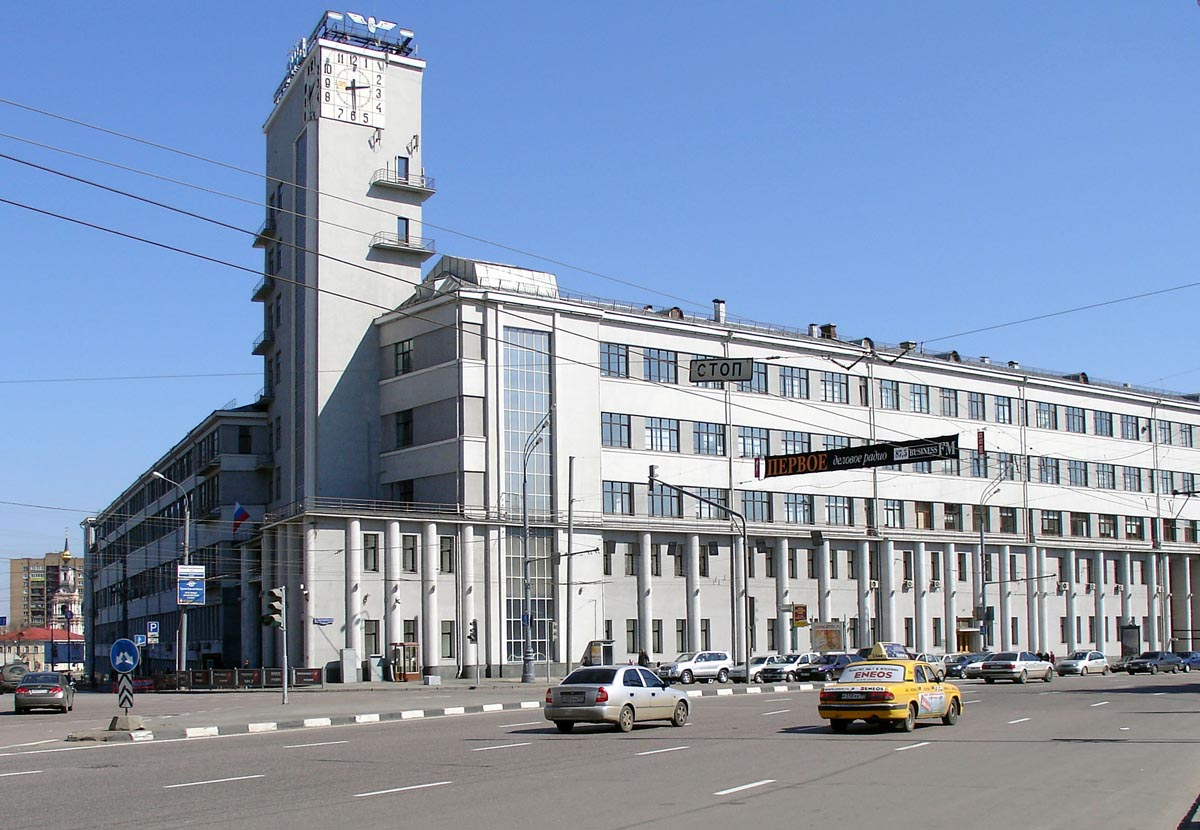
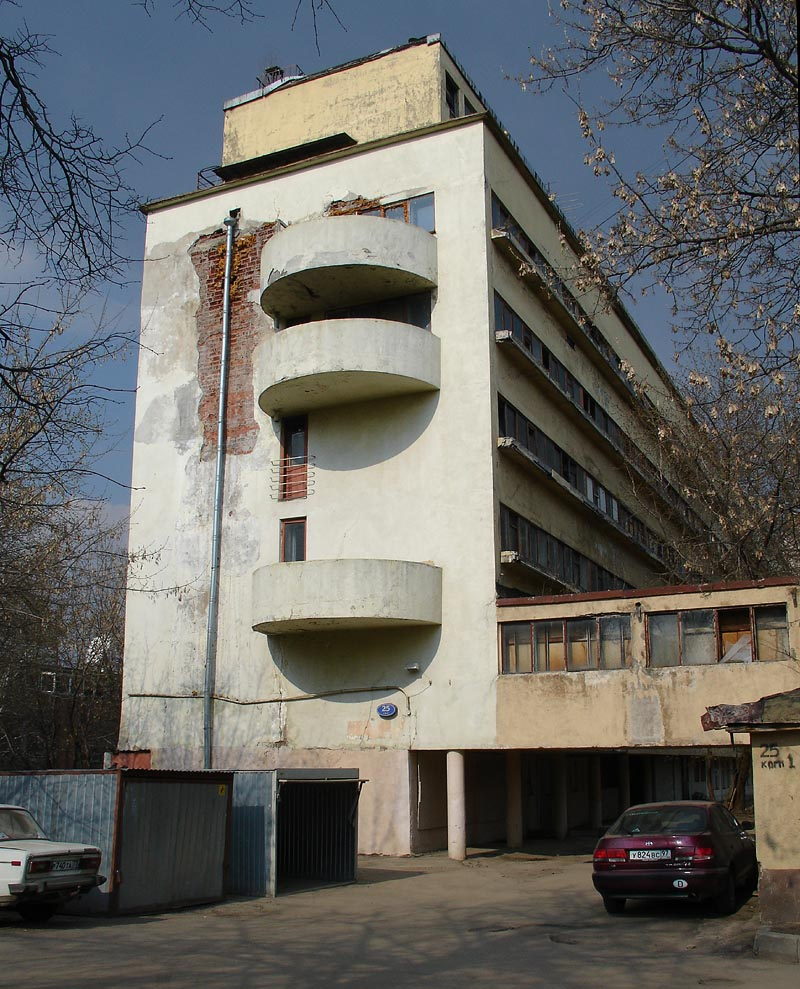
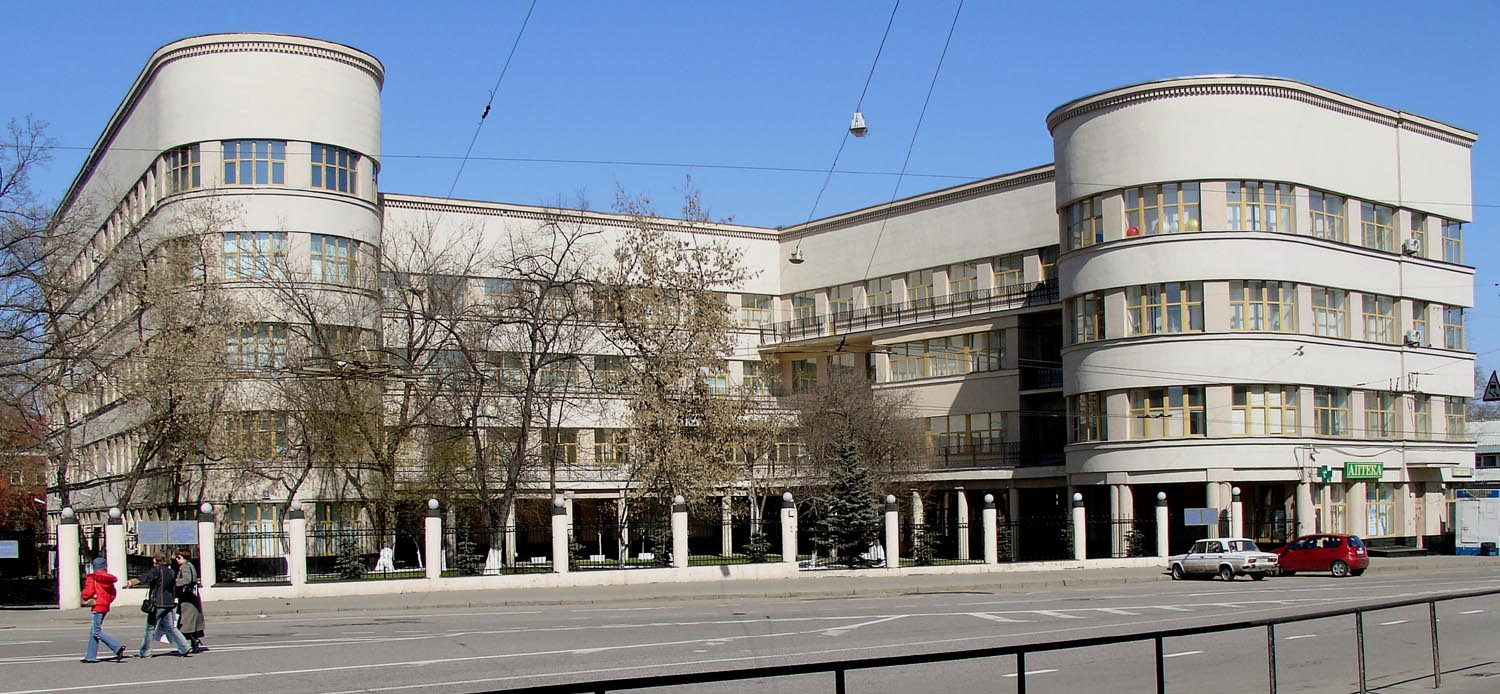
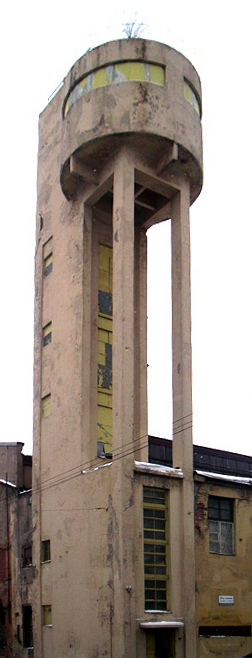
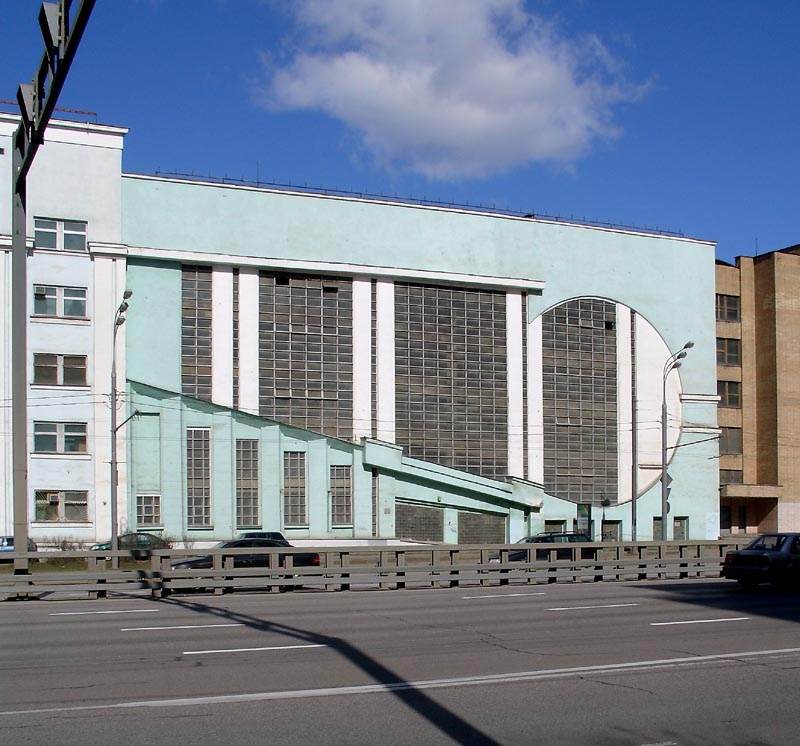
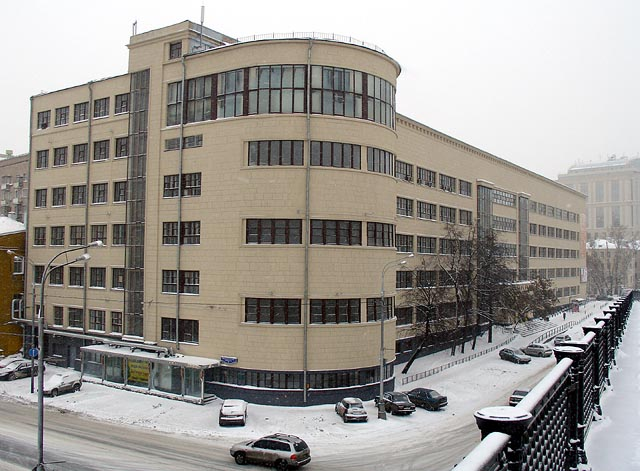
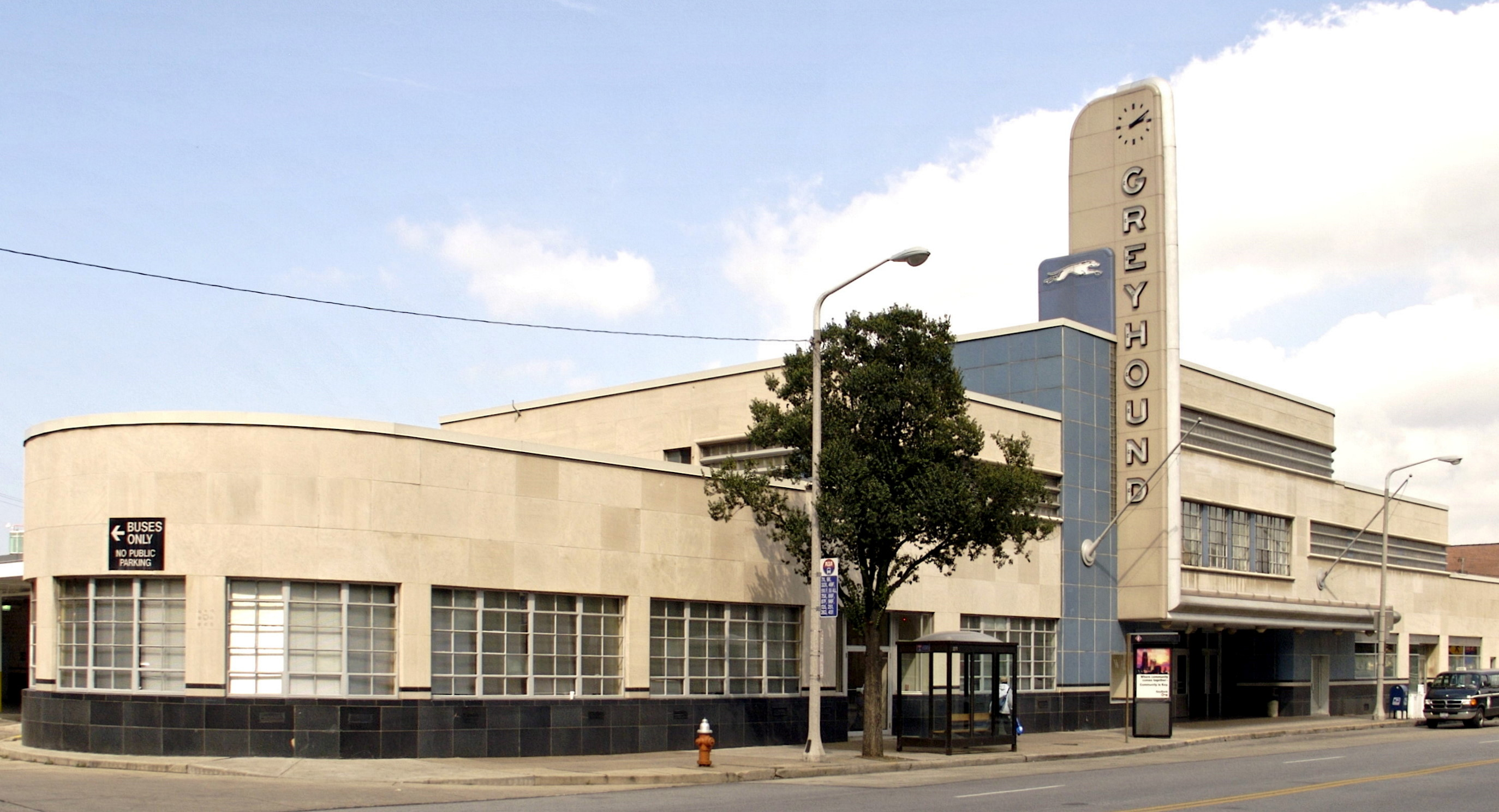
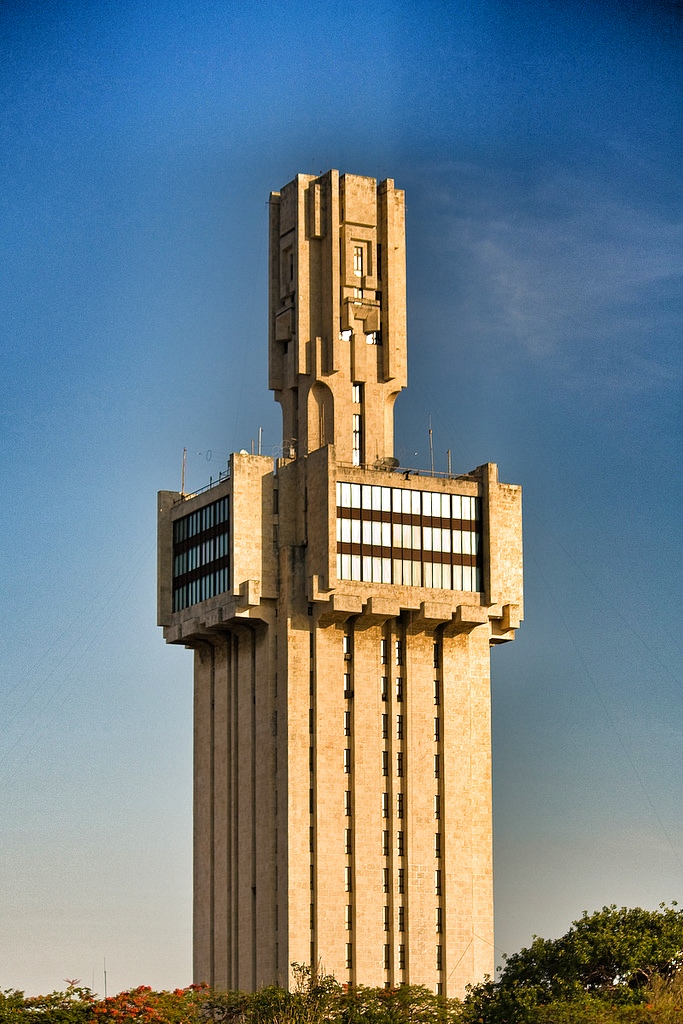